# Kośmidry (województwo śląskie)

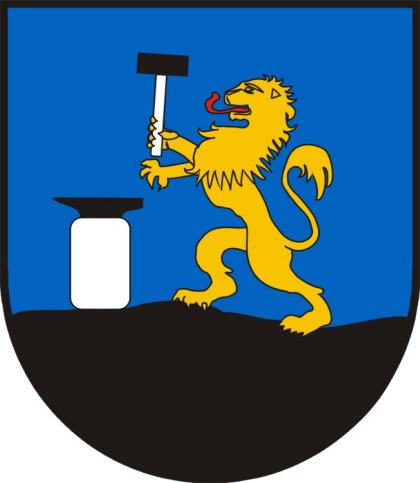
Nieoficjalny herb wsi Kośmidry

Kośmidry (niem. Koschmieder) – wieś w Polsce położona w województwie śląskim, w powiecie lublinieckim, w gminie Pawonków.
| SIMC    | Nazwa       | Rodzaj    |
| ------- | ----------- | --------- |
| 0142088 | Kuźnica     | część wsi |
| 0142094 | Podgroblany | część wsi |
| 0142102 | Podleśnia   | część wsi |

W latach 1954–1961 wieś należała i była siedzibą władz gromady Kośmidry, po jej zniesieniu w gromadzie Pawonków. W latach 1975–1998 miejscowość administracyjnie należała do województwa częstochowskiego.
Od końca wieś posiadała własną pieczęć gminną, na której wizerunku przedstawiono w prawo zwróconego wspiętego lwa trzymającego młot nad kowadłem.
Po plebiscycie w 1921 roku miejscowość włączono w czerwcu 1922 roku w granice Polski, ale już w maju następnego roku część wsi znalazła się na powrót w Niemczech jako Koschwitz (Koszwice). Powody korekty granicy nie są do końca znane – według miejscowej anegdoty członkowie komisji granicznej zostali zaproszeni na uroczystość weselną, gdzie biesiadnicy poprosili ich o zmianę przynależności państwowej.
W okresie międzywojennym w miejscowości stacjonowała placówka Straży Granicznej I linii „Kośmidry”.
Miejscowość otoczona lasami. Do lat 70 XX w. była siedzibą nadleśnictwa.
Na terenie Kośmider znajdują się:
- Kościół św. Jana Pawła II w Kośmidrach[10] filialny parafii św. Katarzyny Dziewicy i Męczennicy w Pawonkowie[11]
- Publiczna Szkoła Podstawowa im. Wandy Kawy i Bronisławy Kawy[12]
- publiczne przedszkole
- jednostka ochotniczej straży pożarnej
- Filia Gminnej Biblioteki Publicznej w Pawonkowie
- Koło Łowieckie "Bór"[13]